# Paibiano
| Sistema/Período | Série/Época  | Andar/Estágio | Idade (Ma)    |
| --- | ------------ | ------------- | ------------- |
| Ordoviciano | Inferior     | Tremadociano  | mais recente  |
| Cambriano | Furônguico   | Estágio 10    | 485.4-~489.5  |
| Cambriano | Furônguico   | Jiangxaniano  | ~489.5–~494.0 |
| Cambriano | Furônguico   | Paibiano      | ~494.0–~497.0 |
| Cambriano | Miaolínguico | Guzanguiano   | ~497.0–~500.5 |
| Cambriano | Miaolínguico | Drumiano      | ~500.5-~504.5 |
| Cambriano | Miaolínguico | Estágio 5     | ~504.5–~509.0 |
| Cambriano | Série 2      | Estágio 4     | ~509.0–~514.0 |
| Cambriano | Série 2      | Estágio 3     | ~514.0–~521.0 |
| Cambriano | Terranóvico  | Estágio 2     | ~521.0–~529.0 |
| Cambriano | Terranóvico  | Fortuniano    | ~529.0–541.0  |
| Ediacarano |              |               | mais antigo   |
| Subdivisão do Cambriano de acordo com a Tabela Cronoestratigráfica Internacional versão 2015/1 da Comissão Internacional sobre Estratigrafia. |              |               |               |

Na escala de tempo geológico, o Paibiano é a idade da época Cambriana Superior do período Cambriano da era Paleozóica do éon Fanerozóico que se iniciou há 501 milhões de anos, e cujo término ainda não está definido pela Comissão Internacional sobre Estratigrafia da União Internacional de Ciências Geológicas. A idade Paibiana sucede a idade mais recente, ainda não nomeada, da época Cambriana Média de seu período, e precede a idade mais recente, também não nomeada, de sua época.